# Iphiaulax matangensis
Iphiaulax matangensis är en stekelart som beskrevs av Cameron 1903. Iphiaulax matangensis ingår i släktet Iphiaulax och familjen bracksteklar. Inga underarter finns listade i Catalogue of Life.